# Cueva de la Dehesilla
La Cueva de la Dehesilla es una cueva localizada entre los términos municipales de Jerez de la Frontera y Algar (Cádiz) España.

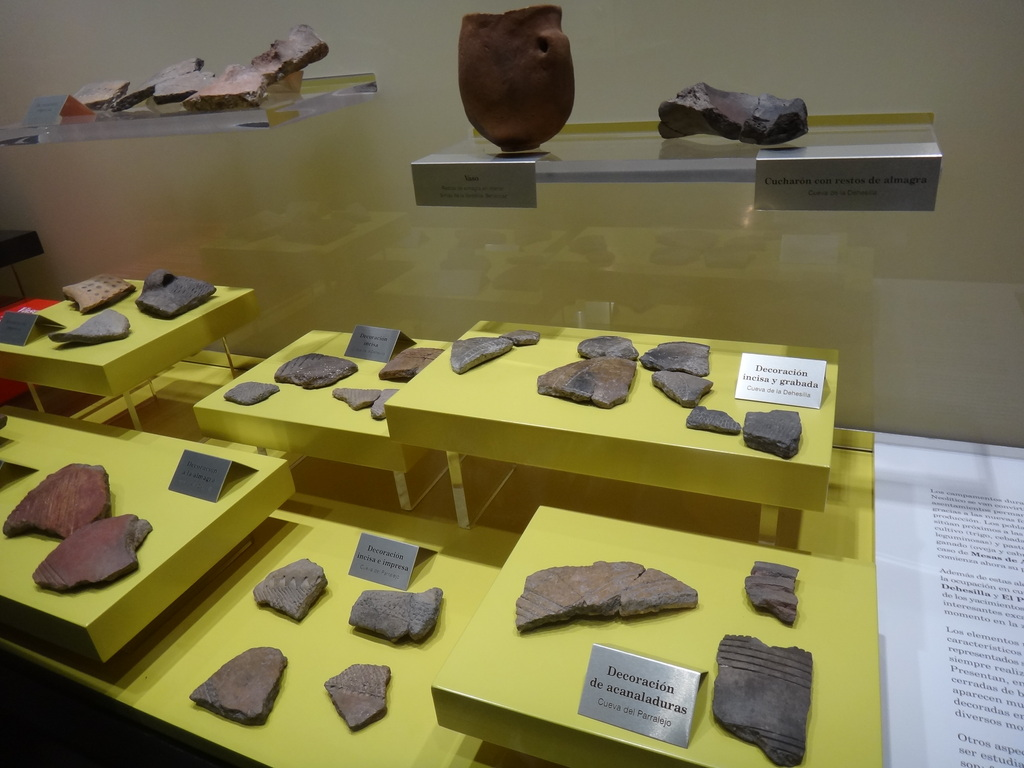
Objetos encontrados en la cueva expuestos en el Museo arqueológico de Jerez

## Exploración
La primera excavación arqueológica fue liderada por Pilar Acosta Martínez, de la Universidad de Sevilla, realizando otra campaña en 1981. En ellas se encontraron evidencias de ocupación humana al menos en el Neolítico y la Edad del Cobre.
Algunos estudios apuntan a que en la cueva se desarrolló la cerámica a la almagra.
En 2017 se aprobó un proyecto para estudiar la cueva hasta 2021, dirigido por la Universidad de Sevilla y en el que participa el Instituto Andaluz de Patrimonio Histórico así como  de especialistas del CSIC, Museo Arqueológico de Jerez de la Frontera y las Universidades de Córdoba, Huelva, Algarve, Coímbra, UPO y UNED.

## Protección
Está inscrita en el Patrimonio Inmueble de Andalucía